# Per Gessle

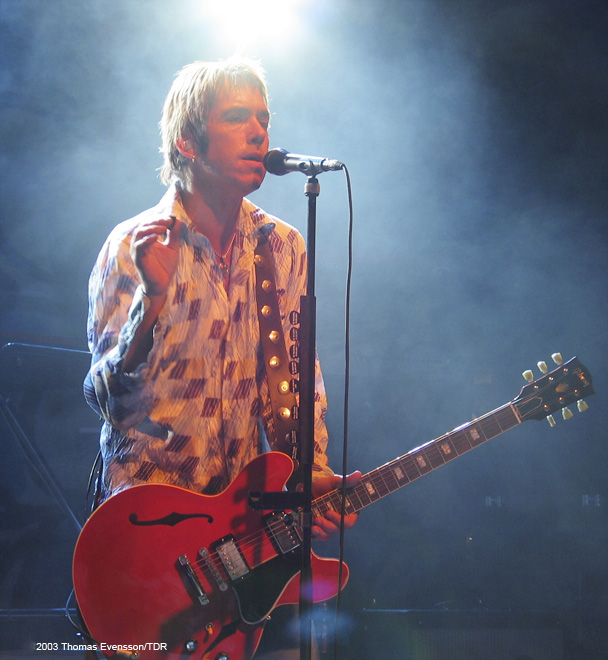
Per Gessle

Per Håkan Gessle  (numele de familie pronunțat [ˈgɛs.lɛ]; n. 12 ianuarie 1959, Halmstad parish⁠(d), Suedia) este un cântăreț de muzică pop, chitarist și compozitor suedez. A fost membru al formației Roxette, iar acum este membru de bază al formației Gyllene Tider.
A fost membru fondator al formației Gyllene Tider în 1978 și, împreună cu Marie Fredriksson, a format Roxette în 1986. În 1990 Per Gessle a compus melodia pentru single-ul The Sweet Hello The Sad Goodbye pentru Thomas Anders (de la formația Modern Talking). Totodată, în 1997, a compus pentru Belinda Carlisle Always Breaking My Heart care a ajuns în Top 10 britanic.
Până în februarie 2004, albumul său Mazarin a primit 5 discuri de platină în Suedia. 
Per Gessle a scos un al doilea album în engleză, Son of a Plumber, în noiembrie 2005. În Suedia acest album a vândut de disc de platină din prima zi. În iunie 2007 a scos un alt album solo în suedeză, En händig man, care a obținut 3 discuri de platină.

## Discografie

### Albume
Până în 2008 a scos 8 albume solo:
- Per Gessle, 1983
- Scener, 1986
- The World According To Gessle, 1997
- Hjärtats Trakt / En Samling, 1998
- Mazarin, 2003
- Son of a Plumber, 2005
- En händig man, 2007
- Party Crasher, 2008

### Single-uri
- "Do You Wanna Be My Baby?" (1997)
- "Kix" (1997)
- "I Want You To Know" (1997)
- "I Wanna Be Your Boyfriend" (2002)
- "Här kommer alla känslorna (På en och samma gång)" (2003)
- "På promenad genom stan" (2003)
- "Tycker om när du tar på mej" (2003)
- "C'mon / Jo-Anna Says" (2005)
- "Hey Mr. DJ (Won't You Play Another Love Song)" (2006)
- "I Like It Like That" (2006)
- "En händig man" (2007)
- "Jag skulle vilja tänka en underbar tanke" [doar pentru radio] (2007)
- "Pratar med min müsli" (data lansării neconfirmată) (2007)